# Liste der Ramsar-Gebiete in Litauen
Die Ramsar-Gebiete in Litauen umfassen insgesamt sieben Feuchtgebiete mit einer Gesamtfläche von 65.581 ha, die unter der Ramsar-Konvention registriert sind (Stand April 2022). Das nach dem Ort des Vertragsschlusses, der iranischen Stadt Ramsar, benannte Abkommen ist eines der ältesten internationalen Vertragswerke zum Umweltschutz. In Litauen trat die Ramsar-Konvention am 20. Dezember 1993 in Kraft.
Zu den Ramsar-Gebieten Litauens zählen verschiedenste Typen von Feuchtgebieten wie Marschland und Auenwälder, Flüsse und Bäche, Süß- und Brackwasserseen, Fischteiche und Moore, Grundwassersysteme, Küstenlinien, Lagunen und Süßwasserquellen.
Im Folgenden sind alle Ramsar-Gebiete Litauens alphabetisch aufgelistet.
| Nr. | Name des Gebiets                        | Bild | Ramsar-Gebietsnr. | Ausweisungs- datum | Fläche (ha) | Höhe (m) | Management- plan | Region                                              | Lage                     |
| --- | --------------------------------------- | ---- | ----------------- | ------------------ | ----------- | -------- | ---------------- | --------------------------------------------------- | ------------------------ |
| 1   | Adutiskis-Svyla-Birveta wetland complex |      | 1992              | 15. Nov. 2011      | 6881        |          | Ja               | Rajongemeinde Ignalina und Rajongemeinde Švenčionys | 55,25389° N, 26,69111° O |
| 2   | Cepkeliai mire                          |      | 625               | 20. Aug. 1993      | 11227       |          | Ja               | Rajongemeinde Varėna                                | 53,99639° N, 24,50833° O |
| 3   | Girutiskis bog                          |      | 1993              | 15. Nov. 2011      | 1402        |          | Ja               | Rajongemeinde Švenčionys                            | 55,19778° N, 25,85556° O |
| 4   | Kamanos bog                             |      | 626               | 20. Aug. 1993      | 6401        |          | Ja               | Rajongemeinde Šiauliai                              | 56,28861° N, 22,64472° O |
| 5   | Nemunas Delta                           |      | 629               | 20. Aug. 1993      | 28952       |          | Ja               | Rajongemeinde Šilutė                                | 55,31806° N, 21,37194° O |
| 6   | Viesvile                                |      | 627               | 20. Aug. 1993      | 3218        |          | Ja               | Rajongemeinde Tauragė                               | 55,14917° N, 22,43972° O |
| 7   | Zuvintas                                |      | 628               | 4. Okt. 1993       | 7500        |          | Ja               | Rajongemeinde Alytus und Rajongemeinde Lazdijai     | 54,46667° N, 23,58306° O |